# US Super Tour 2016/17
Die US Super Tour 2016/17 war eine von der FIS organisierte Wettkampfserie im Skilanglauf, die zum Unterbau des Skilanglauf-Weltcups 2016/17 gehörte. Er begann am 3. Dezember 2016 in West Yellowstone und endete am 2. April 2017 in Fairbanks. Die Gesamtwertung der Männer gewann Scott Patterson und bei den Frauen Chelsea Holmes.

## Männer

### Resultate
| 1. US Super Tour in West Yellowstone, 3. und 4. Dezember 2016 | 1. US Super Tour in West Yellowstone, 3. und 4. Dezember 2016 | 1. US Super Tour in West Yellowstone, 3. und 4. Dezember 2016 | 1. US Super Tour in West Yellowstone, 3. und 4. Dezember 2016 | 1. US Super Tour in West Yellowstone, 3. und 4. Dezember 2016 |
| ------------------------------------------------------------- | ------------------------------------------------------------- | ------------------------------------------------------------- | ------------------------------------------------------------- | ------------------------------------------------------------- |
| Datum                                                         | Disziplin                                                     | Erster Platz                                                  | Zweiter Platz                                                 | Dritter Platz                                                 |
| 3. Dezember 2016                                              | Sprint Freistil                                               | Matthew Phillip Gelso                                         | Tyler Kornfield                                               | Reese Hanneman                                                |
| 4. Dezember 2016                                              | 15 km klassisch                                               | Matthew Phillip Gelso                                         | Benjamin Lustgarten                                           | Scott Patterson                                               |

| 2. US Super Tour in Vernon, 10. und 11. Dezember 2016 | 2. US Super Tour in Vernon, 10. und 11. Dezember 2016 | 2. US Super Tour in Vernon, 10. und 11. Dezember 2016 | 2. US Super Tour in Vernon, 10. und 11. Dezember 2016 | 2. US Super Tour in Vernon, 10. und 11. Dezember 2016 |
| ----------------------------------------------------- | ----------------------------------------------------- | ----------------------------------------------------- | ----------------------------------------------------- | ----------------------------------------------------- |
| Datum                                                 | Disziplin                                             | Erster Platz                                          | Zweiter Platz                                         | Dritter Platz                                         |
| 10. Dezember 2016                                     | Sprint klassisch                                      | Reese Hanneman                                        | Cole Morgan                                           | Benjamin Saxton                                       |
| 11. Dezember 2016                                     | 15 km Freistil                                        | Scott Patterson                                       | Matthew Phillip Gelso                                 | Tad Elliott                                           |

| 3. US Super Tour und US-amerikanische Meisterschaften in Soldier Hollow, 7. bis 10. Januar 2017 | 3. US Super Tour und US-amerikanische Meisterschaften in Soldier Hollow, 7. bis 10. Januar 2017 | 3. US Super Tour und US-amerikanische Meisterschaften in Soldier Hollow, 7. bis 10. Januar 2017 | 3. US Super Tour und US-amerikanische Meisterschaften in Soldier Hollow, 7. bis 10. Januar 2017 | 3. US Super Tour und US-amerikanische Meisterschaften in Soldier Hollow, 7. bis 10. Januar 2017 |
| ----------------------------------------------------------------------------------------------- | ----------------------------------------------------------------------------------------------- | ----------------------------------------------------------------------------------------------- | ----------------------------------------------------------------------------------------------- | ----------------------------------------------------------------------------------------------- |
| Datum                                                                                           | Disziplin                                                                                       | Erster Platz                                                                                    | Zweiter Platz                                                                                   | Dritter Platz                                                                                   |
| 7. Januar 2017                                                                                  | 15 km Freistil                                                                                  | Kyle Bratrud                                                                                    | Tad Elliott                                                                                     | Moritz Madlener                                                                                 |
| 8. Januar 2017                                                                                  | Sprint klassisch                                                                                | Kevin Bolger                                                                                    | Moritz Madlener                                                                                 | Jesse Cockney                                                                                   |
| 10. Januar 2017                                                                                 | 30 km klassisch Mst.                                                                            | Benjamin Lustgarten                                                                             | David Norris                                                                                    | Kris Freeman                                                                                    |

| 4. US Super Tour in Auburn, 21. und 22. Januar 2017 | 4. US Super Tour in Auburn, 21. und 22. Januar 2017 | 4. US Super Tour in Auburn, 21. und 22. Januar 2017 | 4. US Super Tour in Auburn, 21. und 22. Januar 2017 | 4. US Super Tour in Auburn, 21. und 22. Januar 2017 |
| --------------------------------------------------- | --------------------------------------------------- | --------------------------------------------------- | --------------------------------------------------- | --------------------------------------------------- |
| Datum                                               | Disziplin                                           | Erster Platz                                        | Zweiter Platz                                       | Dritter Platz                                       |
| 21. Januar 2017                                     | Sprint klassisch                                    | Benjamin Lustgarten                                 | Benjamin Saxton                                     | Reese Hanneman                                      |
| 22. Januar 2017                                     | 10 km Freistil                                      | Wettbewerb abgesagt                                 | Wettbewerb abgesagt                                 | Wettbewerb abgesagt                                 |

| 5. US Super Tour in Ishpeming, 17. und 19. Februar 2017 | 5. US Super Tour in Ishpeming, 17. und 19. Februar 2017 | 5. US Super Tour in Ishpeming, 17. und 19. Februar 2017 | 5. US Super Tour in Ishpeming, 17. und 19. Februar 2017 | 5. US Super Tour in Ishpeming, 17. und 19. Februar 2017 |
| ------------------------------------------------------- | ------------------------------------------------------- | ------------------------------------------------------- | ------------------------------------------------------- | ------------------------------------------------------- |
| Datum                                                   | Disziplin                                               | Erster Platz                                            | Zweiter Platz                                           | Dritter Platz                                           |
| 17. Februar 2017                                        | Sprint Freistil                                         | Tyler Kornfield                                         | Patrick Caldwell                                        | Reese Hanneman                                          |
| 19. Februar 2017                                        | 10 km klassisch                                         | David Norris                                            | Adam Martin (Skilangläufer)                             | Matthew Phillip Gelso                                   |

| 6. US Super Tour und American Birkebeiner in Hayward, 25. Februar 2017 | 6. US Super Tour und American Birkebeiner in Hayward, 25. Februar 2017 | 6. US Super Tour und American Birkebeiner in Hayward, 25. Februar 2017 | 6. US Super Tour und American Birkebeiner in Hayward, 25. Februar 2017 | 6. US Super Tour und American Birkebeiner in Hayward, 25. Februar 2017 |
| ---------------------------------------------------------------------- | ---------------------------------------------------------------------- | ---------------------------------------------------------------------- | ---------------------------------------------------------------------- | ---------------------------------------------------------------------- |
| Datum                                                                  | Disziplin                                                              | Erster Platz                                                           | Zweiter Platz                                                          | Dritter Platz                                                          |
| 25. Februar 2017                                                       | 51 km Freistil Mst.                                                    | Wettbewerb abgesagt                                                    | Wettbewerb abgesagt                                                    | Wettbewerb abgesagt                                                    |

| 7. US Super Tour in Fairbanks, 27. März bis 2. April 2017 | 7. US Super Tour in Fairbanks, 27. März bis 2. April 2017 | 7. US Super Tour in Fairbanks, 27. März bis 2. April 2017 | 7. US Super Tour in Fairbanks, 27. März bis 2. April 2017 | 7. US Super Tour in Fairbanks, 27. März bis 2. April 2017 |
| --------------------------------------------------------- | --------------------------------------------------------- | --------------------------------------------------------- | --------------------------------------------------------- | --------------------------------------------------------- |
| Datum                                                     | Disziplin                                                 | Erster Platz                                              | Zweiter Platz                                             | Dritter Platz                                             |
| 27. März 2017                                             | 20 km Skiathlon                                           | Scott Patterson                                           | Patrick Caldwell                                          | Tad Elliott                                               |
| 29. März 2017                                             | Sprint Freistil                                           | Logan Hanneman                                            | Evan Palmer-Charrette                                     | Tyler Kornfield                                           |
| 2. April 2017                                             | 50 km Freistil Mst.                                       | Scott Patterson                                           | Brian Gregg                                               | Eric Packer                                               |

### Gesamtwertung Männer
| Rang | Name                        | Punkte |
| ---- | --------------------------- | ------ |
| 01.  | Scott Patterson             | 276    |
| 02.  | Patrick Caldwell            | 243    |
| 03.  | Brian Gregg                 | 232    |
| 04.  | Tyler Kornfield             | 222    |
| 05.  | Benjamin Lustgarten         | 221    |
| 06.  | Logan Hanneman              | 178    |
| 07.  | Tad Elliott                 | 176    |
| 07.  | Matthew Phillip Gelso       | 176    |
| 09.  | David Norris                | 166    |
| 10.  | Kris Freeman                | 164    |
| 011. | Benjamin Saxton             | 135    |
| 012. | John Hegman                 | 132    |
| 013. | Adam Martin (Skilangläufer) | 125    |
| 014. | Moritz Madlener             | 124    |

| Rang | Name                       | Punkte |
| ---- | -------------------------- | ------ |
| 015. | Reese Hanneman             | 111    |
| 016. | Rogan Brown                | 110    |
| 017. | Kyle Bratrud               | 105    |
| 018. | Evan Palmer-Charrette      | 97     |
| 019. | Dakota Blackhorse-von Jess | 90     |
| 020. | Thomas O’Harra             | 83     |
| 021. | Cole Morgan                | 81     |
| 022. | Kevin Bolger               | 80     |
| 023. | Eric Packer                | 68     |
| 024. | Håkon Hjelstuen            | 66     |
| 025. | Silas Talbot               | 56     |
| 026. | Callan Deline              | 50     |
| 026. | Bob Thompson               | 50     |
| 028. | Nick Michaud               | 49     |

| Rang | Name                  | Punkte |
| ---- | --------------------- | ------ |
| 029. | Fredrik Schwencke     | 45     |
| 030. | Michael Somppi        | 44     |
| 031. | Jesse Cockney         | 42     |
| 031. | Knute Johnsgaard      | 42     |
| 033. | Forrest Mahlen        | 39     |
| 034. | Erik Carleton         | 34     |
| 035. | Akeo Maifeld-Carucci  | 32     |
| 035. | Petter Reistad        | 32     |
| 037. | Patrick Stewart-Jones | 26     |
| 038. | Andy Shields          | 24     |
| 039. | Simeon Hamilton       | 22     |
| 040. | Étienne Hébert        | 20     |
| 040. | Jack Novak            | 20     |
| 040. | David Palmer          | 20     |

## Frauen

### Resultate
| 1. US Super Tour in West Yellowstone, 3. und 4. Dezember 2016 | 1. US Super Tour in West Yellowstone, 3. und 4. Dezember 2016 | 1. US Super Tour in West Yellowstone, 3. und 4. Dezember 2016 | 1. US Super Tour in West Yellowstone, 3. und 4. Dezember 2016 | 1. US Super Tour in West Yellowstone, 3. und 4. Dezember 2016 |
| ------------------------------------------------------------- | ------------------------------------------------------------- | ------------------------------------------------------------- | ------------------------------------------------------------- | ------------------------------------------------------------- |
| Datum                                                         | Disziplin                                                     | Erster Platz                                                  | Zweiter Platz                                                 | Dritter Platz                                                 |
| 3. Dezember 2016                                              | Sprint Freistil                                               | Jennie Bender                                                 | Erika Flowers                                                 | Anne Hart                                                     |
| 4. Dezember 2016                                              | 10 km klassisch                                               | Elizabeth Guiney                                              | Katharine Ogden                                               | Kaitlynn Miller                                               |

| 2. US Super Tour in Vernon, 10. und 11. Dezember 2016 | 2. US Super Tour in Vernon, 10. und 11. Dezember 2016 | 2. US Super Tour in Vernon, 10. und 11. Dezember 2016 | 2. US Super Tour in Vernon, 10. und 11. Dezember 2016 | 2. US Super Tour in Vernon, 10. und 11. Dezember 2016 |
| ----------------------------------------------------- | ----------------------------------------------------- | ----------------------------------------------------- | ----------------------------------------------------- | ----------------------------------------------------- |
| Datum                                                 | Disziplin                                             | Erster Platz                                          | Zweiter Platz                                         | Dritter Platz                                         |
| 10. Dezember 2016                                     | Sprint klassisch                                      | Julia Kern                                            | Elizabeth Guiney                                      | Kaitlynn Miller                                       |
| 11. Dezember 2016                                     | 10 km Freistil                                        | Chelsea Holmes                                        | Katharine Ogden                                       | Erika Flowers                                         |

| 3. US Super Tour und US-amerikanische Meisterschaften in Soldier Hollow, 7. bis 10. Januar 2017 | 3. US Super Tour und US-amerikanische Meisterschaften in Soldier Hollow, 7. bis 10. Januar 2017 | 3. US Super Tour und US-amerikanische Meisterschaften in Soldier Hollow, 7. bis 10. Januar 2017 | 3. US Super Tour und US-amerikanische Meisterschaften in Soldier Hollow, 7. bis 10. Januar 2017 | 3. US Super Tour und US-amerikanische Meisterschaften in Soldier Hollow, 7. bis 10. Januar 2017 |
| ----------------------------------------------------------------------------------------------- | ----------------------------------------------------------------------------------------------- | ----------------------------------------------------------------------------------------------- | ----------------------------------------------------------------------------------------------- | ----------------------------------------------------------------------------------------------- |
| Datum                                                                                           | Disziplin                                                                                       | Erster Platz                                                                                    | Zweiter Platz                                                                                   | Dritter Platz                                                                                   |
| 7. Januar 2017                                                                                  | 10 km Freistil                                                                                  | Caitlin Gregg                                                                                   | Chelsea Holmes                                                                                  | Caitlin Patterson                                                                               |
| 8. Januar 2017                                                                                  | Sprint klassisch                                                                                | Jennie Bender                                                                                   | Rebecca Rorabaugh                                                                               | Kaitlynn Miller                                                                                 |
| 10. Januar 2017                                                                                 | 20 km klassisch Mst.                                                                            | Chelsea Holmes                                                                                  | Katharine Ogden                                                                                 | Caitlin Patterson                                                                               |

| 4. US Super Tour in Auburn, 21. und 22. Januar 2017 | 4. US Super Tour in Auburn, 21. und 22. Januar 2017 | 4. US Super Tour in Auburn, 21. und 22. Januar 2017 | 4. US Super Tour in Auburn, 21. und 22. Januar 2017 | 4. US Super Tour in Auburn, 21. und 22. Januar 2017 |
| --------------------------------------------------- | --------------------------------------------------- | --------------------------------------------------- | --------------------------------------------------- | --------------------------------------------------- |
| Datum                                               | Disziplin                                           | Erster Platz                                        | Zweiter Platz                                       | Dritter Platz                                       |
| 21. Januar 2017                                     | Sprint klassisch                                    | Jennie Bender                                       | Kaitlynn Miller                                     | Julia Kern                                          |
| 22. Januar 2017                                     | 5 km Freistil                                       | Wettbewerb abgesagt                                 | Wettbewerb abgesagt                                 | Wettbewerb abgesagt                                 |

| 5. US Super Tour in Ishpeming, 17. und 19. Februar 2017 | 5. US Super Tour in Ishpeming, 17. und 19. Februar 2017 | 5. US Super Tour in Ishpeming, 17. und 19. Februar 2017 | 5. US Super Tour in Ishpeming, 17. und 19. Februar 2017 | 5. US Super Tour in Ishpeming, 17. und 19. Februar 2017 |
| ------------------------------------------------------- | ------------------------------------------------------- | ------------------------------------------------------- | ------------------------------------------------------- | ------------------------------------------------------- |
| Datum                                                   | Disziplin                                               | Erster Platz                                            | Zweiter Platz                                           | Dritter Platz                                           |
| 17. Februar 2017                                        | Sprint Freistil                                         | Julia Kern                                              | Caitlin Patterson                                       | Jennie Bender                                           |
| 19. Februar 2017                                        | 5 km klassisch                                          | Kaitlynn Miller                                         | Caitlin Patterson                                       | Elizabeth Guiney                                        |

| 6. US Super Tour und American Birkebeiner in Hayward, 25. Februar 2017 | 6. US Super Tour und American Birkebeiner in Hayward, 25. Februar 2017 | 6. US Super Tour und American Birkebeiner in Hayward, 25. Februar 2017 | 6. US Super Tour und American Birkebeiner in Hayward, 25. Februar 2017 | 6. US Super Tour und American Birkebeiner in Hayward, 25. Februar 2017 |
| ---------------------------------------------------------------------- | ---------------------------------------------------------------------- | ---------------------------------------------------------------------- | ---------------------------------------------------------------------- | ---------------------------------------------------------------------- |
| Datum                                                                  | Disziplin                                                              | Erster Platz                                                           | Zweiter Platz                                                          | Dritter Platz                                                          |
| 25. Februar 2017                                                       | 51 km Freistil Mst.                                                    | Wettbewerb abgesagt                                                    | Wettbewerb abgesagt                                                    | Wettbewerb abgesagt                                                    |

| 7. US Super Tour in Fairbanks, 27. März bis 2. April 2017 | 7. US Super Tour in Fairbanks, 27. März bis 2. April 2017 | 7. US Super Tour in Fairbanks, 27. März bis 2. April 2017 | 7. US Super Tour in Fairbanks, 27. März bis 2. April 2017 | 7. US Super Tour in Fairbanks, 27. März bis 2. April 2017 |
| --------------------------------------------------------- | --------------------------------------------------------- | --------------------------------------------------------- | --------------------------------------------------------- | --------------------------------------------------------- |
| Datum                                                     | Disziplin                                                 | Erster Platz                                              | Zweiter Platz                                             | Dritter Platz                                             |
| 27. März 2017                                             | 15 km Skiathlon                                           | Jessie Diggins                                            | Kikkan Randall                                            | Caitlin Patterson                                         |
| 29. März 2017                                             | Sprint Freistil                                           | Jessie Diggins                                            | Kikkan Randall                                            | Erika Flowers                                             |
| 2. April 2017                                             | 30 km Freistil Mst.                                       | Jessie Diggins                                            | Kikkan Randall                                            | Chelsea Holmes                                            |

### Gesamtwertung Frauen
| Rang | Name              | Punkte |
| ---- | ----------------- | ------ |
| 01   | Chelsea Holmes    | 288    |
| 02   | Caitlin Patterson | 252    |
| 03   | Kaitlynn Miller   | 249    |
| 04   | Anne Hart         | 221    |
| 05   | Erika Flowers     | 220    |
| 06   | Jennie Bender     | 214    |
| 07   | Rebecca Rorabaugh | 212    |
| 08   | Rosie Frankowski  | 193    |
| 09   | Caitlin Gregg     | 192    |
| 10   | Jessie Diggins    | 180    |

| Rang | Name             | Punkte |
| ---- | ---------------- | ------ |
| 010. | Elizabeth Guiney | 180    |
| 012. | Julia Kern       | 151    |
| 013. | Kikkan Randall   | 150    |
| 014. | Katharine Ogden  | 142    |
| 015. | Jessica Yeaton   | 113    |
| 016. | Mary Rose        | 86     |
| 017. | Hannah Halvorsen | 84     |
| 018. | Sophie Caldwell  | 80     |
| 019. | Petra Hyncicova  | 78     |
| 020. | Krista Niranen   | 62     |

| Rang | Name                    | Punkte |
| ---- | ----------------------- | ------ |
| 020. | Annie Pokorny           | 62     |
| 020. | Ida Sargent             | 62     |
| 023. | Katherine Stewart-Jones | 53     |
| 024. | Emily Nishikawa         | 52     |
| 025. | Kelsey Phinney          | 48     |
| 026. | Deedra Irwin            | 45     |
| 027. | Dahria Beatty           | 44     |
| 027. | Elizabeth Stephen       | 44     |
| 029. | Cendrine Browne         | 36     |
| 030. | Heather Mooney          | 35     |